# هبط النسر (فلم)
هبط النسر هو فيلم حربي بريطاني إنتاج 1976 من إخراج جون ستورجس وبطولة مايكل كين، دونالد ساذرلاند وروبرت دوفال.

## روابط خارجية
مقالات تستعمل روابط فنية بلا صلة مع ويكي بيانات